# Cantabria Baloncesto
Il Cantabria Baloncesto è stata una società cestistica spagnola, con sede a Torrelavega e successivamente a Santander.

## Storia
La società venne fondata nel 1975 a Torrelavega, in Cantabria, con la denominazione "Sociedad de Amigos del Baloncesto", e iniziò a disputare i campionati a livello regionale. Ha mutato denominazione nel 1995, assumendo ufficialmente quella di "Sociedad de Amigos del Baloncesto de Cantabria". Nel 1997 ha vinto la Copa Príncipe de Asturias, e al termine della stagione ha conquistato la promozione in Liga ACB. Ha disputato la massima serie dalla stagione 1997-1998 a quella 2001-2002. Proprio nel 2002 ha assunto la denominazione "Cantabria Baloncesto Sociedad Anónima Deportiva".
Due anni dopo la retrocessione in Liga Española de Baloncesto, la sede societaria è stata trasferita da Torrelavega a Santander. La squadra disputa due volte i playoff, senza tuttavia centrare la promozione. Al termine della stagione 2007-2008 il Cantabria, seppur salvo al termine del campionato, è costretto a ripartire dalla LEB Bronce, a causa di gravi problemi economici.
Nel 2008-2009 la squadra conquista la Copa LEB Bronce, e soprattutto vince il campionato, ottenendo pertanto la promozione in LEB Plata. Nonostante ciò, ulteriori problemi di natura economica impediscono al Cantabria Baloncesto di proseguire la propria attività.

## Palmarès
- Copa Príncipe de Asturias: 1

1997